# Balmes terissinus
Balmes terissinus är en insektsart som beskrevs av Navás 1910. Balmes terissinus ingår i släktet Balmes, och familjen Psychopsidae. Inga underarter finns listade.